# Hyde Parker
Sir Hyde Parker (Devon, 1739 – 16 marzo 1807) è stato un ammiraglio britannico della Royal Navy.

## Biografia
Nacque nel Devonshire, Inghilterra, secondo figlio dell'omonimo ammiraglio Sir Hyde Parker (1714–1782). Entrò al servizio della Marina britannica in giovane età, diventando tenente il 25 gennaio 1758, passando la maggior parte del proprio servizio sulle navi sotto il comando del padre. Il 16 dicembre 1762 fu promosso al comando della HMS Manila.
Negli anni che seguirono il 1766 prestò servizio nelle Indie Occidentali e nelle acque dell'America Settentrionale, distinguendosi soprattutto nello sfondamento delle difese del North River a New York nel 1776. In quell'occasione il suo lavoro gli fruttò un cavalierato nel 1779. Nel 1778 partecipò alla spedizione Savannah, e l'anno seguente la sua nave naufragò sulla costa ostile cubana. I suoi uomini, comunque, si trincerarono e furono poi portati in salvo. Parker si trovava col padre durante la battaglia di Dogger Bank, e con Richard Howe nei due scontri dello stretto di Gibilterra. Il 1º febbraio 1793 fu dichiarata guerra alla Repubblica Francese. Col grado di retroammiraglio, servì sotto Samuel Hood a Tolone ed in Corsica. Fu promosso viceammiraglio il 4 luglio 1794 e partecipò, con Lord Hotham, alle schermaglie navali del 13 marzo a Genova e del 13 luglio alle isole di Hyères nel 1795. Dal 1796 al 1800 fu comandante in Giamaica, ed operò nelle Indie Occidentali.
Divenne ammiraglio il 14 febbraio 1799. Nel 1801 fu nominato comandante della Baltic Fleet con il compito di rompere la neutralità armata del nord, con il viceammiraglio Horatio Nelson come secondo in comando. Copenaghen, primo obiettivo della spedizione, cadde nella battaglia di Copenaghen il 2 aprile 1801 grazie agli attacchi dello squadrone di Nelson. Parker, con le navi più pesanti, partecipò relativamente a causa della scarsa profondità del canale di accesso al porto. Al culmine della battaglia, Parker, restio ad infrangere le consuete regole della battaglia navale, issò la bandiera che ordinava di fermare l'attacco. Nelson ignorò l'ordine togliendo il cannocchiale dall'occhio sano e portandolo a quello cieco, esclamando poi «Veramente non vedo il segnale». Nelson continuò l'azione ed alla fine obbligò i danesi a cedere. L'esitazione di Parker ad avanzare nel Mar Baltico dopo la vittoria fu in seguito criticata duramente. Poco dopo fu richiamato e Nelson prese il suo posto. Morì il 16 marzo 1807.

## Carattere
Nel lemma relativo a Parker della Dictionary of National Biography, il suo biografo Clive Wilkinson scrive che prima della sconfitta di Copenaghen aveva «...una buona reputazione professionale», ma dopo quella battaglia fu «...considerato irresoluto e dilatorio». Secondo l'opinione di Wilson «...come ufficiale, Parker fu più un abile amministratore che un grande leader, e questo si dimostrò una debolezza nel momento in cui ebbe sia St Vincent come superiore che Nelson come subordinato», e che «fu popolare per quanto Nelson scrisse dopo Copenaghen»:
(Dalle lettere di Nelson)

## Matrimonio e discendenza
Parker si sposò due volte:
- la prima con Anne, figlia di John Palmer Boteler, ed ebbe da lei tre figli,[7] il terzo dei quali Hyde Parker (1786–1854), divenne a sua volta retroammiraglio il 23 novembre 1841 e viceammiraglio il 4 giugno 1852. Dal 1853 fu Primo lord del mare della Royal Navy, e morì il 25 maggio 1854.[7][8] Suo figlio Hyde fu capitano della marina, comandò la HMS Firebrand nel Mar Nero e morì l'8 luglio 1854 durante l'assalto ad una fortezza russa alla foce del Danubio.
- col secondo matrimonio sposò Frances, figlia dell'ammiraglio Richard Onslow,[7] andando ad abitare presso il maniero di Benhall sulla costa del Suffolk.[9]

## Altri parenti diretti
Due altri famosi membri della famiglia che combatterono nelle guerre napoleoniche furono il suo secondo fratello, John Boteler (morto come maggiore generale e C.B. nel 1851) ed il più giovane Harry, tenente della guardia, caduto nella battaglia di Talavera.